# Международный фестиваль азиатского кино (Везуль)
Международный фестиваль азиатского кино (фр. Le Festival international des cinémas d'Asie, FICA) — кинофестиваль, с 1995 года проводящийся ежегодно во французском городе Везуль, расположенном в департаменте Верхняя Сона, в исторической области Франш-Конте.
Ежегодно фестиваль посещают около 30 000 зрителей, которые могут в рамках фестивальной программы посмотреть более 90 фильмов. Это старейший и крупнейший в Европе фестиваль азиатского кино и единственный, на котором представлены фильмы со всего азиатского континента, от Ближнего до Дальнего Востока.

## Программа
Каждый год 90 фильмов бывают представлены в семи разделах : 
- «Лица кино современной Азии», которая позволяет обнаружить самые новые фильмы, впервые выходящие в международный, европейский или французский прокат
- Тематический раздел с ежегодно меняющейся темой
- Одна или несколько ретроспектив или обзор кинематографа или профессионалов кино отдельной страны
- Раздел «молодёжное кино»
- Раздел «документальные фильмы»
- Раздел «азиатская анимация»

17 конкурсных фильмов (полнометражных художественных и документальных фильмов) на фестивале впервые выходят в международный, европейский или французской прокат.

## Награды
На фестивале вручается 12 премий :
- Золотой велосипед (Cyclo d'or[фр.]) вручается региональным советом Бургундии — Франш-Конте,
- Гран-при и Премия жюри присуждается международным жюри
- Почётный Золотой Велосипед (Cyclo d'or d'honneur), предлагаемых сообществом агломерации города Везуль[фр.] и города Везуль.
- Приз NETPAC от жюри NETPAC (Network for the Promotion of Asian Cinema[фр.])
- Приз имени Эмиля Гиме от жюри Музея Гиме из Парижа
- Приз INALCO и специальный Приз («голос сердца», coup de cœur INALCO) от жюри Национального института восточных языков и цивилизаций
- Приз критики — премия пресс-жюри
- Приз молодёжного жюри, состоящего из юных зрителей
- Приз школьного жюри
- Приз зрительских симпатий за художественный фильм в жанре фантастики
- Приз зрительских симпатий за документальный фильм

## Места проведения
Церемонии открытия и закрытия проходят в Театре Эдвиж Фёйер (фр.), в то время как показы фильмов проходят в «Majestic — Espace des Lumières», обширном мультиплексе на 1 893 места, распределённых по 10 конференц-залам.

### Статьи по теме
- Везуль
- Фестиваль Жака Бреля
- Список фестивалей кино

### Внешняя ссылка
- Сайт FICA